# Balogh Zoltán (költő)
Almási Balogh Zoltán (Pest, 1833. február 7. – Tokaj, 1878. június 9.) földbirtokos, költő.

## Élete
A nemesi származású almási Balogh család sarja. Apja, almási Balogh Pál (1794–1867) homeopátiás magyar orvos, nyelvész, barlangkutató, anyja Ágoston Amália volt. Testvérei, a korán elhunyt Melanie, almási Balogh Tihamér, írói vénájú orvos és almási Balogh Albin (1846–1915), hadi és vitézségi érem tulajdonosa, a budapesti református egyház presbistere.
Iskoláit Pesten, az evangélikus gimnáziumban kezdte, Tavasi Lajos tanárának már ekkor feltűnt irodalmi érzéke. Emellett zenét is magas fokon tanult és látogatta Marastoni Jakab Festészeti Akadémiáját. 1848-ban honvéd lett, együtt szolgált Izsó Miklóssal és Batizfalvy Sámuellel „s harcolt az utolsó percig”, és mint tüzértiszt Világosnál tette le a fegyvert. Pár napig orosz fogságban volt, majd megszökött, és nagyapja Borsod megyei birtokán bújt meg. Ezután nagyapja Bécsbe menekítette és itt Ferdinand Georg Waldmüller tanítványa lett. Két év után visszajött Magyarországra, s előbb itt is festészettel foglalkozott. Színi próbakísérleteket is tett Aradon, majd Pesten telepedett le, és a költészetnek élt.
1857-ben megházasodott. Feleségül vette Jakabfalvay Jolánt, aki nagybátyjánál, a Párizsban száműzetésben élő Szemere Bertalan volt miniszterelnöknél nevelkedett, s ő bírta rá, hogy a festészetet folytassa. Ezért ismét Bécsbe, Carl Rahl iskolájába ment. Megbetegedett, ezért már a következő évben feleségével falusi birtokukra, Csobajra, Szabolcs megyébe (jelenleg Borsod–Abaúj–Zemplén megye) vonult vissza, ahol a költészet mellett a festészettel foglalkozott. 1861-ben Pestre tette át lakását, és a következő évben megalapította az Uj Nemzedék című szépirodalmi lapot, de mivel politikával is foglalkozott, csakhamar betiltották. 1865-ben írta Báthory Erzsébet című, majd Apor vajda című szomorújátékait; a Karaffa már 1863-ban készen volt. Maradtak ezeken kívül töredékei és egy befejezett egyfelvonásos vígjátéka: Külföldi. 1872-ben feleségével Olaszországba utazott.
1875-ben a tiszalöki választókerületben országgyűlési képviselőnek jelölték, ellenzéki és baloldali beszéde után azonban kisebbségben maradt.
1876-ban a Petőfi Társaság megválasztotta rendes tagjának. Ekkor Budapestre költözött. 1878-ban Csobajra utazása közben Tokajban hirtelen rosszul lett, és június 9-én meghalt.
Holtteste a csobaji sírboltban nyugszik s emlékkövén e sorok olvashatók:
„Múzsák kedveltje, elvek férfia,
Barátok közt legjobb barát;
Élted dicsőség álma volt,
Mely a csillagos égi bolt
Tündér fényében látta a hazát...
Most is ez álmot folytatod ...”

## Munkái
- Balogh Zoltán költeményei. Pest, 1855. (Ism. Budapesti Hírlap 703. Gyulai Pál.)
- Költemények. Ujabb füzet. Ugyanott, 1856.
- Balogh Zoltán költeményei. Bécs, 1863. (A két első munkának 2. kiadása.)
- Alpári. Költői regény hat könyvben. Kiadja a Kisfaludy Társaság. Pest, 1871. (Ism. Hon 1872. 25. 26. sz. Szana Tamás. Figyelő 1872.)
- Összes művei. Életrajzi bevezetéssel kiadta és sajtó alá rendezte Zalár József. Három kötet. Budapest, 1882–83. (Nemzeti könyvtár XXV., XXIX., XXXIII. k. alatt is.)

Szerkesztette az Uj Nemzedéket 1862. szeptember 16-ától az év végéig (Szabados Jánossal együtt). Arcképe (Barabás Miklós kőmetszete) megjelent a Divatcsarnokban, 1856-ban.

## Az almási Balogh-család
Források:
|                                 |                                 |                                 |                                 |                                   |                                   |                                   |                                   |                                   |                                   |                                  |                                  |                                                                |                                                                |                                                                |                                                                |                                                                |                                                                |                            |                            |                            |                            |  |  | Balogh Dávid (?–1810 k.)                     |                                              |                                              |                                              |                                               |                                               |                                               |                                               |                                                  |                                                  |                                                  |                                                  |                                                  |                                                  |                                     |                                     |                                     |                                     |  |  |                                           |                                           |                                           |                                           |                                           |                                           |  |  |  |  |  |  |  |  |  |  |  |  |  |  |  |  |  |  |  |  |  |  |  |  |  |  |  |  |  |  |
|                                 |                                 |                                 |                                 |                                   |                                   |                                   |                                   |                                   |                                   |                                  |                                  |                                                                |                                                                |                                                                |                                                                |                                                                |                                                                |                            |                            |                            |                            |  |  |                                              |                                              |                                              |                                              |                                               |                                               |                                               |                                               |                                                  |                                                  |                                                  |                                                  |                                                  |                                                  |                                     |                                     |                                     |                                     |  |  |                                           |                                           |                                           |                                           |                                           |                                           |  |  |  |  |  |  |  |  |  |  |  |  |  |  |  |  |  |  |  |  |  |  |  |  |  |  |  |  |  |  |
|                                 |                                 |                                 |                                 |                                   |                                   |                                   |                                   |                                   |                                   |                                  |                                  |                                                                |                                                                |                                                                |                                                                |                                                                |                                                                |                            |                            |                            |                            |  |  |                                              |                                              |                                              |                                              |                                               |                                               |                                               |                                               |                                                  |                                                  |                                                  |                                                  |                                                  |                                                  |                                     |                                     |                                     |                                     |  |  |                                           |                                           |                                           |                                           |                                           |                                           |  |  |  |  |  |  |  |  |  |  |  |  |  |  |  |  |  |  |  |  |  |  |  |  |  |  |  |  |  |  |
|                                 |                                 |                                 |                                 |                                   |                                   |                                   |                                   |                                   |                                   |                                  |                                  |                                                                |                                                                |                                                                |                                                                | Balogh Mózes (?–1809 után)                                     | Balogh Mózes (?–1809 után)                                     | Balogh Mózes (?–1809 után) | Balogh Mózes (?–1809 után) | Balogh Mózes (?–1809 után) | Balogh Mózes (?–1809 után) |  |  | Balogh Ábrahám (?) abaújszántói ref. lelkész | Balogh Ábrahám (?) abaújszántói ref. lelkész | Balogh Ábrahám (?) abaújszántói ref. lelkész | Balogh Ábrahám (?) abaújszántói ref. lelkész | Balogh Ábrahám (?) abaújszántói ref. lelkész  | Balogh Ábrahám (?) abaújszántói ref. lelkész  |                                               |                                               | Balogh Dániel (1780–?) nagyszöllősi ref. lelkész | Balogh Dániel (1780–?) nagyszöllősi ref. lelkész | Balogh Dániel (1780–?) nagyszöllősi ref. lelkész | Balogh Dániel (1780–?) nagyszöllősi ref. lelkész | Balogh Dániel (1780–?) nagyszöllősi ref. lelkész | Balogh Dániel (1780–?) nagyszöllősi ref. lelkész |                                     |                                     |                                     |                                     |  |  |                                           |                                           |                                           |                                           |                                           |                                           |  |  |  |  |  |  |  |  |  |  |  |  |  |  |  |  |  |  |  |  |  |  |  |  |  |  |  |  |  |  |
|                                 |                                 |                                 |                                 |                                   |                                   |                                   |                                   |                                   |                                   |                                  |                                  |                                                                |                                                                |                                                                |                                                                | Balogh Mózes (?–1809 után)                                     | Balogh Mózes (?–1809 után)                                     | Balogh Mózes (?–1809 után) | Balogh Mózes (?–1809 után) | Balogh Mózes (?–1809 után) | Balogh Mózes (?–1809 után) |  |  | Balogh Ábrahám (?) abaújszántói ref. lelkész | Balogh Ábrahám (?) abaújszántói ref. lelkész | Balogh Ábrahám (?) abaújszántói ref. lelkész | Balogh Ábrahám (?) abaújszántói ref. lelkész | Balogh Ábrahám (?) abaújszántói ref. lelkész  | Balogh Ábrahám (?) abaújszántói ref. lelkész  |                                               |                                               | Balogh Dániel (1780–?) nagyszöllősi ref. lelkész | Balogh Dániel (1780–?) nagyszöllősi ref. lelkész | Balogh Dániel (1780–?) nagyszöllősi ref. lelkész | Balogh Dániel (1780–?) nagyszöllősi ref. lelkész | Balogh Dániel (1780–?) nagyszöllősi ref. lelkész | Balogh Dániel (1780–?) nagyszöllősi ref. lelkész |                                     |                                     |                                     |                                     |  |  |                                           |                                           |                                           |                                           |                                           |                                           |  |  |  |  |  |  |  |  |  |  |  |  |  |  |  |  |  |  |  |  |  |  |  |  |  |  |  |  |  |  |
|                                 |                                 |                                 |                                 |                                   |                                   |                                   |                                   |                                   |                                   |                                  |                                  |                                                                |                                                                |                                                                |                                                                |                                                                |                                                                |                            |                            |                            |                            |  |  |                                              |                                              |                                              |                                              |                                               |                                               |                                               |                                               |                                                  |                                                  |                                                  |                                                  |                                                  |                                                  |                                     |                                     |                                     |                                     |  |  |                                           |                                           |                                           |                                           |                                           |                                           |  |  |  |  |  |  |  |  |  |  |  |  |  |  |  |  |  |  |  |  |  |  |  |  |  |  |  |  |  |  |
|                                 |                                 |                                 |                                 |                                   |                                   |                                   |                                   | Balogh Pál (1794–1867) orvos      | Balogh Pál (1794–1867) orvos      | Balogh Pál (1794–1867) orvos     | Balogh Pál (1794–1867) orvos     | Balogh Pál (1794–1867) orvos                                   | Balogh Pál (1794–1867) orvos                                   |                                                                |                                                                |                                                                |                                                                |                            |                            |                            |                            |  |  |                                              |                                              |                                              |                                              | Balogh Sámuel (1796–1867) serkei ref. lelkész | Balogh Sámuel (1796–1867) serkei ref. lelkész | Balogh Sámuel (1796–1867) serkei ref. lelkész | Balogh Sámuel (1796–1867) serkei ref. lelkész | Balogh Sámuel (1796–1867) serkei ref. lelkész    | Balogh Sámuel (1796–1867) serkei ref. lelkész    |                                                  |                                                  | Balogh József (1797–1884) költő                  | Balogh József (1797–1884) költő                  | Balogh József (1797–1884) költő     | Balogh József (1797–1884) költő     | Balogh József (1797–1884) költő     | Balogh József (1797–1884) költő     |  |  | Balog Ferenc (1801–?) Gömör megye ügyésze | Balog Ferenc (1801–?) Gömör megye ügyésze | Balog Ferenc (1801–?) Gömör megye ügyésze | Balog Ferenc (1801–?) Gömör megye ügyésze | Balog Ferenc (1801–?) Gömör megye ügyésze | Balog Ferenc (1801–?) Gömör megye ügyésze |  |  |  |  |  |  |  |  |  |  |  |  |  |  |  |  |  |  |  |  |  |  |  |  |  |  |  |  |  |  |
|                                 |                                 |                                 |                                 |                                   |                                   |                                   |                                   | Balogh Pál (1794–1867) orvos      | Balogh Pál (1794–1867) orvos      | Balogh Pál (1794–1867) orvos     | Balogh Pál (1794–1867) orvos     | Balogh Pál (1794–1867) orvos                                   | Balogh Pál (1794–1867) orvos                                   |                                                                |                                                                |                                                                |                                                                |                            |                            |                            |                            |  |  |                                              |                                              |                                              |                                              | Balogh Sámuel (1796–1867) serkei ref. lelkész | Balogh Sámuel (1796–1867) serkei ref. lelkész | Balogh Sámuel (1796–1867) serkei ref. lelkész | Balogh Sámuel (1796–1867) serkei ref. lelkész | Balogh Sámuel (1796–1867) serkei ref. lelkész    | Balogh Sámuel (1796–1867) serkei ref. lelkész    |                                                  |                                                  | Balogh József (1797–1884) költő                  | Balogh József (1797–1884) költő                  | Balogh József (1797–1884) költő     | Balogh József (1797–1884) költő     | Balogh József (1797–1884) költő     | Balogh József (1797–1884) költő     |  |  | Balog Ferenc (1801–?) Gömör megye ügyésze | Balog Ferenc (1801–?) Gömör megye ügyésze | Balog Ferenc (1801–?) Gömör megye ügyésze | Balog Ferenc (1801–?) Gömör megye ügyésze | Balog Ferenc (1801–?) Gömör megye ügyésze | Balog Ferenc (1801–?) Gömör megye ügyésze |  |  |  |  |  |  |  |  |  |  |  |  |  |  |  |  |  |  |  |  |  |  |  |  |  |  |  |  |  |  |
|                                 |                                 |                                 |                                 |                                   |                                   |                                   |                                   |                                   |                                   |                                  |                                  |                                                                |                                                                |                                                                |                                                                |                                                                |                                                                |                            |                            |                            |                            |  |  |                                              |                                              |                                              |                                              |                                               |                                               |                                               |                                               |                                                  |                                                  |                                                  |                                                  |                                                  |                                                  |                                     |                                     |                                     |                                     |  |  |                                           |                                           |                                           |                                           |                                           |                                           |  |  |  |  |  |  |  |  |  |  |  |  |  |  |  |  |  |  |  |  |  |  |  |  |  |  |  |  |  |  |
| Balogh Zoltán (1833–1878) költő | Balogh Zoltán (1833–1878) költő | Balogh Zoltán (1833–1878) költő | Balogh Zoltán (1833–1878) költő | Balogh Zoltán (1833–1878) költő   | Balogh Zoltán (1833–1878) költő   |                                   |                                   | Balogh Tihamér (1838–1907) orvos  | Balogh Tihamér (1838–1907) orvos  | Balogh Tihamér (1838–1907) orvos | Balogh Tihamér (1838–1907) orvos | Balogh Tihamér (1838–1907) orvos                               | Balogh Tihamér (1838–1907) orvos                               |                                                                |                                                                | Albin (1846–?)                                                 | Albin (1846–?)                                                 | Albin (1846–?)             | Albin (1846–?)             | Albin (1846–?)             | Albin (1846–?)             |  |  | Béla (1828–1892) putnoki ref. lelkész        | Béla (1828–1892) putnoki ref. lelkész        | Béla (1828–1892) putnoki ref. lelkész        | Béla (1828–1892) putnoki ref. lelkész        | Béla (1828–1892) putnoki ref. lelkész         | Béla (1828–1892) putnoki ref. lelkész         |                                               |                                               | Sámuel (1840–1899) adófőfelügyelő                | Sámuel (1840–1899) adófőfelügyelő                | Sámuel (1840–1899) adófőfelügyelő                | Sámuel (1840–1899) adófőfelügyelő                | Sámuel (1840–1899) adófőfelügyelő                | Sámuel (1840–1899) adófőfelügyelő                |                                     |                                     |                                     |                                     |  |  |                                           |                                           |                                           |                                           |                                           |                                           |  |  |  |  |  |  |  |  |  |  |  |  |  |  |  |  |  |  |  |  |  |  |  |  |  |  |  |  |  |  |
| Balogh Zoltán (1833–1878) költő | Balogh Zoltán (1833–1878) költő | Balogh Zoltán (1833–1878) költő | Balogh Zoltán (1833–1878) költő | Balogh Zoltán (1833–1878) költő   | Balogh Zoltán (1833–1878) költő   |                                   |                                   | Balogh Tihamér (1838–1907) orvos  | Balogh Tihamér (1838–1907) orvos  | Balogh Tihamér (1838–1907) orvos | Balogh Tihamér (1838–1907) orvos | Balogh Tihamér (1838–1907) orvos                               | Balogh Tihamér (1838–1907) orvos                               |                                                                |                                                                | Albin (1846–?)                                                 | Albin (1846–?)                                                 | Albin (1846–?)             | Albin (1846–?)             | Albin (1846–?)             | Albin (1846–?)             |  |  | Béla (1828–1892) putnoki ref. lelkész        | Béla (1828–1892) putnoki ref. lelkész        | Béla (1828–1892) putnoki ref. lelkész        | Béla (1828–1892) putnoki ref. lelkész        | Béla (1828–1892) putnoki ref. lelkész         | Béla (1828–1892) putnoki ref. lelkész         |                                               |                                               | Sámuel (1840–1899) adófőfelügyelő                | Sámuel (1840–1899) adófőfelügyelő                | Sámuel (1840–1899) adófőfelügyelő                | Sámuel (1840–1899) adófőfelügyelő                | Sámuel (1840–1899) adófőfelügyelő                | Sámuel (1840–1899) adófőfelügyelő                |                                     |                                     |                                     |                                     |  |  |                                           |                                           |                                           |                                           |                                           |                                           |  |  |  |  |  |  |  |  |  |  |  |  |  |  |  |  |  |  |  |  |  |  |  |  |  |  |  |  |  |  |
|                                 |                                 |                                 |                                 |                                   |                                   |                                   |                                   |                                   |                                   |                                  |                                  |                                                                |                                                                |                                                                |                                                                |                                                                |                                                                |                            |                            |                            |                            |  |  |                                              |                                              |                                              |                                              |                                               |                                               |                                               |                                               |                                                  |                                                  |                                                  |                                                  |                                                  |                                                  |                                     |                                     |                                     |                                     |  |  |                                           |                                           |                                           |                                           |                                           |                                           |  |  |  |  |  |  |  |  |  |  |  |  |  |  |  |  |  |  |  |  |  |  |  |  |  |  |  |  |  |  |
|                                 |                                 |                                 |                                 | Balogh Loránd (1869–1945) építész | Balogh Loránd (1869–1945) építész | Balogh Loránd (1869–1945) építész | Balogh Loránd (1869–1945) építész | Balogh Loránd (1869–1945) építész | Balogh Loránd (1869–1945) építész |                                  |                                  | Balogh Elemér (1871–1938) a Hangya Szövetkezet vezérigazgatója | Balogh Elemér (1871–1938) a Hangya Szövetkezet vezérigazgatója | Balogh Elemér (1871–1938) a Hangya Szövetkezet vezérigazgatója | Balogh Elemér (1871–1938) a Hangya Szövetkezet vezérigazgatója | Balogh Elemér (1871–1938) a Hangya Szövetkezet vezérigazgatója | Balogh Elemér (1871–1938) a Hangya Szövetkezet vezérigazgatója |                            |                            |                            |                            |  |  |                                              |                                              |                                              |                                              | József (1875–?) tüzérfőhadnagy                | József (1875–?) tüzérfőhadnagy                | József (1875–?) tüzérfőhadnagy                | József (1875–?) tüzérfőhadnagy                | József (1875–?) tüzérfőhadnagy                   | József (1875–?) tüzérfőhadnagy                   |                                                  |                                                  | Aladár (1880–?) méneskari főhadnagy              | Aladár (1880–?) méneskari főhadnagy              | Aladár (1880–?) méneskari főhadnagy | Aladár (1880–?) méneskari főhadnagy | Aladár (1880–?) méneskari főhadnagy | Aladár (1880–?) méneskari főhadnagy |  |  |                                           |                                           |                                           |                                           |                                           |                                           |  |  |  |  |  |  |  |  |  |  |  |  |  |  |  |  |  |  |  |  |  |  |  |  |  |  |  |  |  |  |
|                                 |                                 |                                 |                                 | Balogh Loránd (1869–1945) építész | Balogh Loránd (1869–1945) építész | Balogh Loránd (1869–1945) építész | Balogh Loránd (1869–1945) építész | Balogh Loránd (1869–1945) építész | Balogh Loránd (1869–1945) építész |                                  |                                  | Balogh Elemér (1871–1938) a Hangya Szövetkezet vezérigazgatója | Balogh Elemér (1871–1938) a Hangya Szövetkezet vezérigazgatója | Balogh Elemér (1871–1938) a Hangya Szövetkezet vezérigazgatója | Balogh Elemér (1871–1938) a Hangya Szövetkezet vezérigazgatója | Balogh Elemér (1871–1938) a Hangya Szövetkezet vezérigazgatója | Balogh Elemér (1871–1938) a Hangya Szövetkezet vezérigazgatója |                            |                            |                            |                            |  |  |                                              |                                              |                                              |                                              | József (1875–?) tüzérfőhadnagy                | József (1875–?) tüzérfőhadnagy                | József (1875–?) tüzérfőhadnagy                | József (1875–?) tüzérfőhadnagy                | József (1875–?) tüzérfőhadnagy                   | József (1875–?) tüzérfőhadnagy                   |                                                  |                                                  | Aladár (1880–?) méneskari főhadnagy              | Aladár (1880–?) méneskari főhadnagy              | Aladár (1880–?) méneskari főhadnagy | Aladár (1880–?) méneskari főhadnagy | Aladár (1880–?) méneskari főhadnagy | Aladár (1880–?) méneskari főhadnagy |  |  |                                           |                                           |                                           |                                           |                                           |                                           |  |  |  |  |  |  |  |  |  |  |  |  |  |  |  |  |  |  |  |  |  |  |  |  |  |  |  |  |  |  |